# Clytellus vivesi
Clytellus vivesi es una especie de escarabajo longicornio del género Clytellus, tribu Clytellini, orden Coleoptera. Fue descrita científicamente por Miroshnikov en 2014.

## Descripción
Mide 5,75 milímetros de longitud.

## Distribución
Se distribuye por Borneo y Brunéi.